# Rotterdams Nieuwsblad
Le Rotterdams Nieuwsblad, orthographié Rotterdamsch Nieuwsblad jusqu'en 1978, est un quotidien rotterdamois, fondé en 1878.
Il a fusionné avec le quotidien Het Vrije Volk en 1991 pour former le Rotterdams Dagblad, qui a lui-même fusionné avec l'Algemeen Dagblad en 2005.

## Histoire
Le 14 mai 1905, le Rotterdamsch Nieuwsblad organise le premier match de football opposant les Pays-Bas à la Belgique aux Pays-Bas, à Rotterdam.

## Annexe